# Macrothele cretica
Macrothele cretica är en spindelart som beskrevs av Kulczynski 1903. Macrothele cretica ingår i släktet Macrothele och familjen Hexathelidae. IUCN kategoriserar arten globalt som otillräckligt studerad. Inga underarter finns listade i Catalogue of Life.